# Estação da Levada
Levada é uma estação do Metro do Porto, situada  na cidade de Rio Tinto, no concelho de Gondomar. É a primeira estação de metropolitano no território gondomarense. Fica próxima do Centro Comercial Parque Nascente.